# Gustav Wellenstein

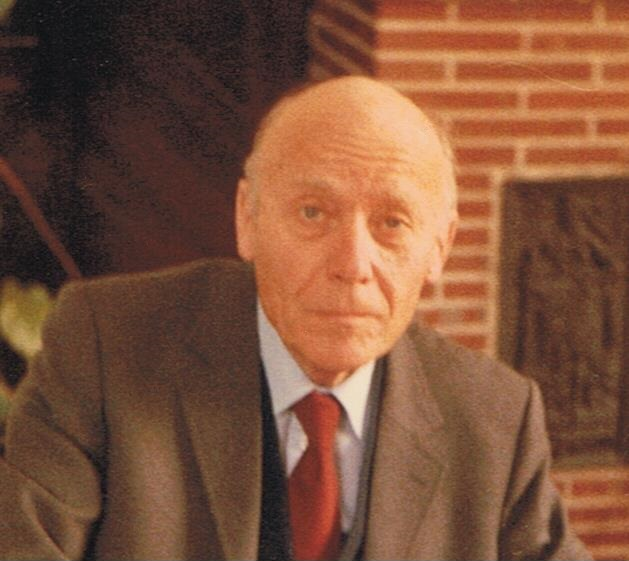
Gustav Wellenstein zu Besuch im Bundesforstamt Wense

Gustav Wellenstein (* 27. Juli 1906 in Trier; † 14. August 1997 in Freiburg im Breisgau) war ein deutscher Forstwissenschaftler. Er war seit 1957 Professor an der Albert-Ludwigs-Universität Freiburg und war bis zu seiner Emeritierung 1973 Direktor des Forstzoologischen Instituts. Der Forstzoologe ist vor allem mit entomologischen Arbeiten hervorgetreten. Berühmt ist die von ihm wesentlich mitverfasste Untersuchung Die Nonne in Ostpreußen (1942), eine der umfangreichsten Monografien über eine Insektenart überhaupt. Wellenstein gehörte zur Leitung der Forstlichen Versuchs- und Forschungsanstalt in Freiburg.

## Leben und Wirken
Der Forstmeister Gustav Wellenstein konzentrierte sich früh auf entomologische Fragen. So untersuchte er 1931/32 eine Nonnengradation in Coburg und unternahm als Assistent des von Hermann Eidmann geleiteten Zoologischen Instituts in Hannoversch Münden Studien zur Ökologie der Kieferneule. Als sich im Sommer 1933 in Ostpreußen der Beginn einer großen Nonnengradation abzeichnete, die vor allem die dortigen ausgedehnten Kiefern- und Fichtenbestände bedrohte, entschloss sich die preußische Landesforstverwaltung zu einer mehrjährigen Beobachtung des Ablaufs der Massenvermehrung. Dabei sollten nicht nur nähere biologische Erkenntnisse über die Nonne gewonnen, sondern vor allem auch taugliche Diagnose- und Bekämpfungsmöglichkeiten entwickelt werden. Nach seiner Bereisung der betroffenen Gebiete stellte Wellenstein in einem Gutachten fest, dass sich die Nonne in 20 Forstämtern auf einer Gesamtfläche von mehr als 100 000 Hektar stark vermehrt hatte. 
Vor allem für die Rominter Heide, mit 25 000 Hektar zusammenhängender Holzbodenfläche seinerzeit eines der größten deutschen Waldgebiete, hatte er eine starke Bedrohung ausgemacht. Sie wurde daher als Beobachtungsgebiet ausgewählt, die wissenschaftliche Leitung der Untersuchungen oblag Hermann Eidmann. Als dessen erster Assistent übernahm Wellenstein im April 1934 die Leitung einer eigens errichteten Waldstation für Schädlingsbekämpfung in Jagdhaus Rominten. Dabei handelte es sich um ein Barackenlager mit Wohn- und Arbeitsräumen, von der aus er und seine 37 Mitarbeiter bis 1937 umfangreiche Studien, Beobachtungen und Experimente in den umliegenden Beständen unternahmen. Damit wurden sie zu Pionieren der Freilandforschung, die damals noch in den Kinderschuhen steckte. Die von der Waldstation entwickelten Untersuchungsmethoden hatten richtungsweisenden Vorbildcharakter für alle späteren Freilandstudien an schädlichen Forstschmetterlingen. Die umfangreichen Ergebnisse wurden 1942 in dem 682 Seiten starken Buch Die Nonne in Ostpreußen veröffentlicht, der innerhalb der Forstentomologie weltweit ersten geschlossenen Darstellung einer Insektengradation und ihrer Bekämpfung.
Wellenstein nutzte die von ihm verfassten Abschnitte, um damit 1943 an der Forstlichen Hochschule in Eberswalde zum Doktor der Forstwissenschaft (Dr. forest.) und gleichzeitig auch an der Universität Königsberg zum Doktor der Naturwissenschaften (Dr. rer. nat.) zu promovieren. Bereits ein Jahr später folgte – ebenfalls in Königsberg – seine Habilitation.
Danach untersuchte er für die Forstdirektion Südwürttemberg-Hohenzollern die große Borkenkäferkalamität der Jahre 1944 bis 1951 in Südwestdeutschland, deren erfolgreiche Bekämpfung in erster Linie sein Verdienst war. Die Ergebnisse mündeten 1954 erneut in eine umfangreiche Darstellung in Buchform. Daneben drehte Wellenstein einen „Borkenkäferfilm“, der auch außerhalb Deutschlands starke Beachtung fand und als Lehrfilm eingesetzt wurde. Aufgrund der Erfahrungen mit forstschädlichen Insekten gründete die Forstdirektion Südwürttemberg-Hohenzollern 1948 die Forstschutzstelle Südwest in Ringingen, deren Leitung man Wellenstein 1949 übertrug. Nach der Gründung des Landes Baden-Württemberg wurde die Forstschutzstelle nach Wittental verlegt und wesentlich erweitert.
1955 erhielt Wellenstein eine Dozentur für Forstschutz an der Naturwissenschaftlich-Mathematischen Fakultät (ab 1970 Forstliche Fakultät) der Albert-Ludwigs-Universität Freiburg, wurde dort 1957 zunächst außerplanmäßiger, 1960 dann ordentlicher Professor und war bis zu seiner Emeritierung 1973 Direktor des Forstzoologischen Instituts. Seine Forschungsergebnisse legte er in mehr als 300 Veröffentlichungen in den verschiedensten forstlichen und entomologischen Fachzeitschriften nieder.
Bereits seit den 1950er-Jahren setzte sich Wellenstein stark für den Umweltschutz ein. Während er in seinen jüngeren Jahren ein Verfechter des chemischen Pflanzenschutzes war, sah er diesen zunehmend kritischer. Er ging nun gezielt Fragen der Belastung der Umwelt durch Pestizide und andere Fremdstoffe sowie deren Auswirkungen auf Mensch und Tier nach. Seine Bedenken fasste er 1975 auch in einem Vortrag zusammen, der 1976 unter dem Titel Ist unsere Gesundheit in Gefahr? Ein kritischer Rück- und Ausblick auf den chemischen Pflanzenschutz in Buchform veröffentlicht wurde. Stark beeinflusst von Karl Gößwald, machte der Forstzoologe seit den 1950er-Jahren Waldhygiene und die biologische Schädlingsbekämpfung zum Schwerpunkt seiner Forschungen. Sein wissenschaftliches Werk war seither von der Suche nach hygienisch vertretbaren Methoden im Forstschutz und der Reinhaltung der Umwelt gekennzeichnet.

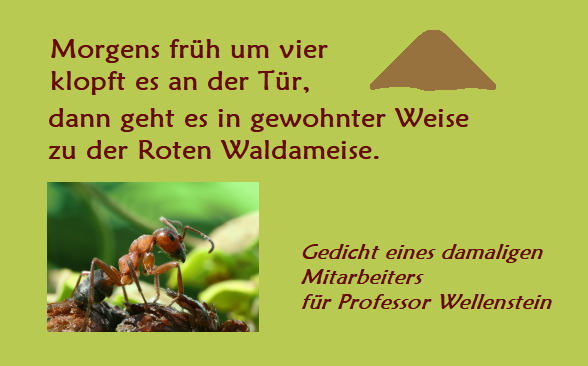
Gedicht eines Mitarbeiters zu Wellensteins Forschungen über die Rote Waldameise als Schlüsselspezies im Ökosystem Wald

Um möglichst krisenfeste Waldbestände zu erreichen, setzte er dabei vor allem auf vorbeugende Methoden, wie die Förderung der Waldameisen im Zuge der Ameisenhege, Vogelschutz, Düngung und insgesamt waldbauliche Veränderungen des Waldgefüges. Augenmerk schenkte Wellenstein zudem der Schädlingsbekämpfung durch den Einsatz insektenpathogener Viren und Bakterien.
Wellenstein erforschte im Bereich der Imkerei die Zusammenhänge zwischen Waldameisen, Honigtauinsekten und der Waldhonigernte. Nach jahrelanger Kartierung der Waldameisen erarbeitete er Bienenwanderkarten, die Imkern Hinweise auf ertragreiche Standorte für ihre Waldhonigernte gaben. Seine Erkenntnisse veröffentlichte Wellenstein unter anderem in einer Reihe von Gastbeiträgen für die Allgemeine Deutsche Imkerzeitung.
Für seine wissenschaftlichen Arbeiten erhielt er zahlreiche Ehrungen, darunter die Verdienstmedaille des Bundes für Umwelt und Naturschutz (BUND). 
Wellenstein arbeitete bis zu seinem Tode noch fast täglich am Institut.

## Schriften (Auswahl)
- Beiträge zur Biologie der roten Waldameise <Formica rufa L.> mit besonderer Berücksichtigung klimatischer und forstlicher Verhältnisse, [in: Zeitschrift für angewandte Entomologie, 14,1], Berlin 1928
- als Herausgeber und wesentlicher Mitverfasser: Die Nonne in Ostpreußen (1933-1937). Freilandstudien der Waldstation für Schädlingsbekämpfung in Jagdhaus Rominten. Monographien zur angewandten Entomologie, Nummer 15, Parey, Berlin 1942
- als Herausgeber und wesentlicher Mitverfasser: Die große Borkenkäferkalamität in Südwestdeutschland 1944-1951. Berichte und Studien zur Lebensweise, Epidemiologie und Bekämpfung der rindenbrütenden Käfer an Fichte und Tanne, Forstschutzstelle Südwest, Ringingen 1954
- Übersicht über die forstlich wichtigen Mäuse und Möglichkeiten ihrer Bekämpfung, Straßenhaus 1962
- Ist unsere Gesundheit in Gefahr? Ein kritischer Rück- und Ausblick auf den chemischen Pflanzenschutz, Schwab, Schopfheim 1976, ISBN 3-7964-0021-3
- Waldbewohnende Ameisen. Ihre Bedeutung, ihre Biologie, ihre Hege und ihr Schutz, Kempten, 1987 (2., überarbeitete Auflage, Kempten 1990)